# Louise Randle
Louise Randle (ur. 29 marca 1977) – australijska zapaśniczka. Piąta na igrzyskach Wspólnoty Narodów w 2010. Brązowa medalistka mistrzostw Wspólnoty Narodów w 2011 roku.